# نصرآباد (طبس)
نصرآباد، روستایی است از توابع بخش دستگردان و در شهرستان طبس استان خراسان جنوبی ایران.

## جمعیت
این روستا در دهستان دستگردان قرار داشته و بر اساس سرشماری سال ۱۳۸۵ جمعیت آن (۶خانوار) ۲۰نفر
بوده است.